# La città spietata
La città spietata (Town Without Pity) è un film del 1961 diretto da Gottfried Reinhardt.
È un film drammatico con Kirk Douglas, Barbara Rütting e Christine Kaufmann. È basato sul romanzo Das Urteil di Gregor Dorfmeister del 1960 (scritto sotto lo pseudonimo di Manfred Gregor). È ambientato nella Germania occupata, dopo la seconda guerra mondiale. Fu candidato agli Oscar del 1962 per la migliore canzone originale (Town Without Pity composta da Dimitri Tiomkin e Ned Washington).

## Trama
Siamo nella Germania post bellica controllata dalle forze militari USA. Il maggiore Garrett deve difendere 4 militari americani dall'accusa di aver stuprato una ragazza tedesca. 
Il maggiore riesce ad evitare la pena capitale per gli accusati ma la ragazza si uccide per la vergogna.

## Produzione
Il film, diretto da Gottfried Reinhardt su una sceneggiatura di George Hurdalek, Jan Lustig e Silvia Reinhardt con il soggetto di Manfred Gregor (autore del romanzo), fu prodotto da Eberhard Meichsner e Gottfried Reinhardt per la Mirisch Corporation, la Osweg e la Gloria-Film GmbH e girato negli stabilimenti a Vienna e a Bamberga e Forchheim in Germania.

## Distribuzione
Il film fu distribuito con il titolo Town Without Pity negli Stati Uniti dal 10 ottobre 1961 al cinema dalla United Artists.
Alcune delle uscite internazionali sono state:
- in Austria nel marzo del 1961 (Stadt ohne Mitleid)
- in Germania Ovest il 24 marzo 1961 (Stadt ohne Mitleid)
- in Svezia il 22 gennaio 1962
- in Danimarca il 12 marzo 1962 (Byen uden nåde)
- in Finlandia l'11 maggio 1962 (Kaupunki ilman sääliä)
- in Francia (Ville sans pitié)
- in Svizzera (Ville sans pitié)
- in Brasile (Cidade Sem Compaixão)
- in Spagna (Ciudad sin piedad)
- in Jugoslavia (Grad bez milosti)
- in Turchia (Insafsiz sehir)
- in Polonia (Miasto bez litosci)
- in Grecia (Ypothesis viasmou)
- in Italia (La città spietata)

## Promozione
La tagline è: "The Story of What Four Men Did To a Girl... And What the Town Did To Them!".

## Critica
Secondo il Morandini il film è "un cupo dramma giudiziario che G. Reinhardt"... "dirige con robusto e anonimo mestiere e una scrittura influenzata da un espressionismo orecchiato, con aguzze notazioni di costume sull'ambiente militare e la società tedesca". Secondo Leonard Maltin il film è un "dramma processuale" in cui si eleva il cast anche se "si sarebbe potuto usarlo meglio".

## Riconoscimenti
- Golden Globe - 1962
  - Best Motion Picture Song